# 馬布遜 (阿拉巴馬州)
馬布遜（英語：Mabson）是一個位於美國阿拉巴馬州戴爾縣的非建制地區。該地的面積和人口皆未知。

## 地理
馬布遜的座標為31°28′06″N 85°33′47″W / 31.46833°N 85.56305°W，而該地最高點為海拔高度84米（即276英尺）。